# Aire d'attraction d'une ville

Illustration des termes de ville-centre, banlieue, couronne périurbaine, unité urbaine et aire d'attraction d'une ville d'après l'Insee.

L'aire d’attraction d’une ville est, en France, une délimitation spatiale (zonage) définie par l'Insee, correspondant aux aires métropolitaines des villes de France. Elle définit l’étendue de l’influence d’une commune sur ses environs. Publié en octobre 2020, il se substitue à la notion d'aire urbaine, dont le zonage remontait à 2010, et a pour but de correspondre davantage aux critères internationaux utilisés pour définir et appréhender les aires métropolitaines. La méthode employée est notamment harmonisée avec celle des Functional Urban Areas (FUA) diffusées par Eurostat et l’OCDE.

## Définition
L’aire d’attraction d'une ville est un ensemble de communes, d’un seul tenant et sans enclave, qui définit l’étendue de l’influence d’un pôle de population et d’emploi sur les communes environnantes. Elle est composée d’un pôle, défini à partir de critères de population et d’emploi, ainsi que d’une couronne constituée des communes dont au moins 15 % des actifs travaillent dans le pôle,.

## Critères de définition

### Pôles
Les pôles sont déterminés principalement à partir de critères de densité et de population totale. Un seuil d’emplois est ajouté de façon à éviter que des communes essentiellement résidentielles, comportant peu d’emplois, soient considérées comme des pôles. Si un pôle envoie au moins 15 % de ses actifs travailler dans un autre pôle de même niveau, les deux pôles sont associés et forment ensemble le cœur d’une aire d’attraction. Au sein du pôle, la commune la plus peuplée est appelée commune-centre. Les communes qui envoient au moins 15 % de leurs actifs travailler dans le pôle forment la couronne de l’aire. Un pôle d’attraction constitue ainsi un point de convergence des déplacements domicile-travail.
La définition des critères de population est similaire à celle d’élaboration des densités de population.
- Les très grands pôles (niveau A) coïncident avec les « cities », le niveau le plus élevé de la grille de densité, utilisées par Eurostat et l'OCDE pour les comparaisons internationales.
- Les niveaux B et C correspondent à une subdivision des « communes de densité intermédiaire » au sens de la grille de densité actuelle.
- Le niveau D est une partie des « communes peu denses » de la grille.

Par ailleurs, à chaque niveau correspond un seuil d’emploi. Le tableau récapitulatif des critères est le suivant :
| Niveau | Densité des carreaux (hab./km2) | Population minimale de l’agrégat de carreaux | Nombre minimal d’emplois dans l’ensemble de communes constituant le pôle |
| ------ | ------------------------------- | -------------------------------------------- | ------------------------------------------------------------------------ |
| A      | 1 500                           | 50 000                                       | 10 000                                                                   |
| B      | 1 500                           | 5 000                                        | 5 000                                                                    |
| C      | 300                             | 5 000                                        | 1 500                                                                    |
| D      | 300                             | 1 000                                        | 1 500                                                                    |

### Couronnes
Les communes qui envoient plus de 15 % de leurs actifs travailler dans le pôle sont considérées comme faisant partie de l’aire d’attraction du pôle. Cette méthode est harmonisée avec celle des Functional Urban Areas (FUA) diffusées par Eurostat et l’OCDE (il s’agit des communes qui envoient plus de 15 % de leurs actifs travailler dans une « city »). La bonne cohérence entre les zonages français et internationaux devrait permettre plus de comparaisons internationales et de travaux sur les zones transfrontalières.

### Aires dont le pôle est situé à l’étranger
La grille de densité européenne permet de définir des pôles transfrontaliers avec une méthode cohérente pour les parties française et étrangère.
En 2020, c'est le cas pour les sept aires d'attractivité transfrontalières de Bâle–Saint-Louis (510 000 habitants en Suisse et Allemagne, 110 379 en France), de Charleroi (500 000 en Belgique, 402 en France), de Genève–Annemasse (570 000 en Suisse, 421 855 en France), de Lausanne (400 000 en Suisse, 13 560 en France), de Luxembourg (600 000 au Luxembourg, 302 104 en France), de Monaco–Menton (40 000 à Monaco, 73 548 en France) et de Sarrebruck (790 000 en Allemagne, 34 833 en France).

## Carte
La carte des aires d'attractions des villes en France métropolitaine est, au 1er janvier 2020, la suivante :

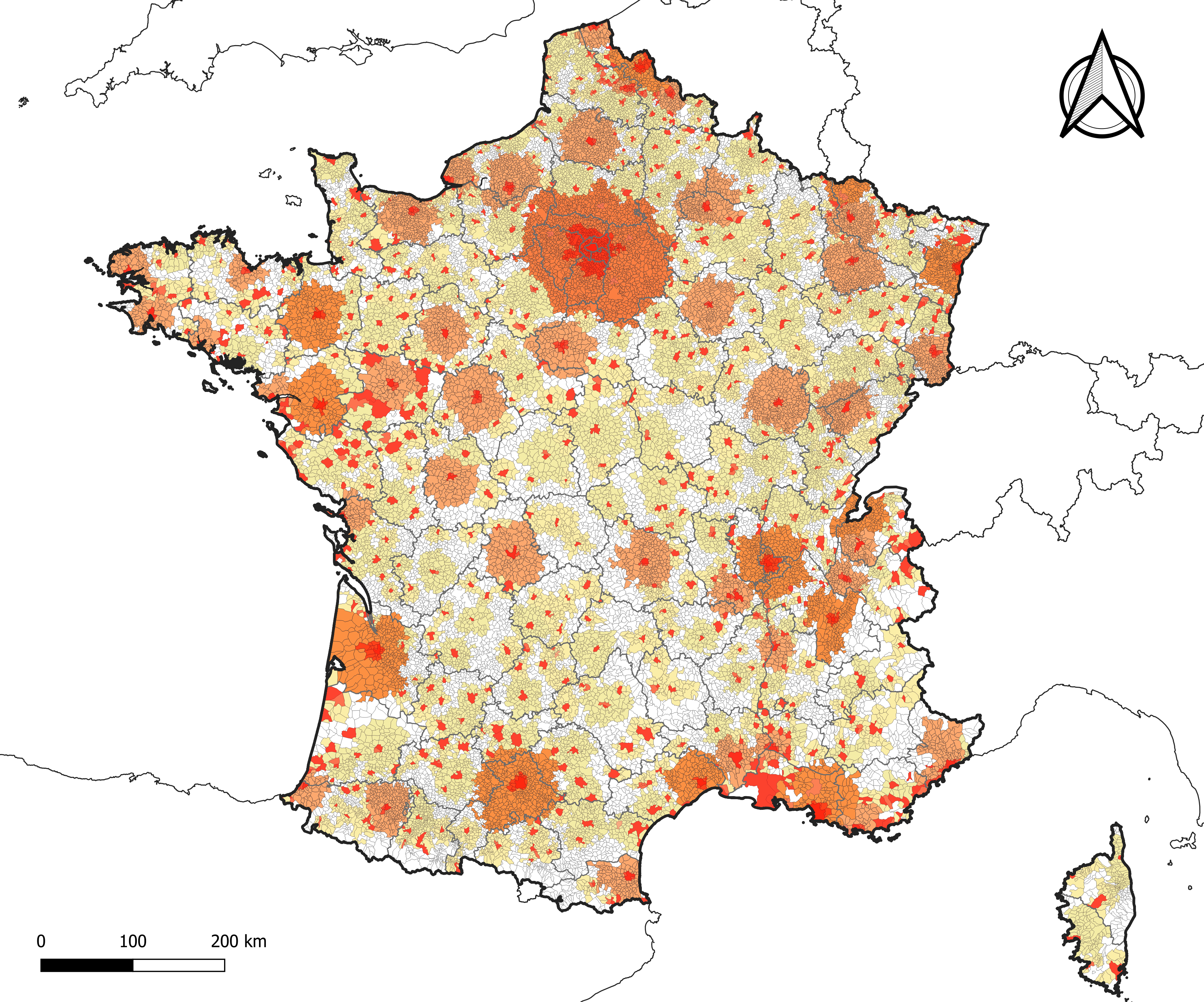
Carte des aires d'attraction des villes en France métropolitaine.
Pôle de population et d'emploi (défini à partir de critères de densité, de population totale et d'emplois)
Commune-centre
Autre commune du pôle
Couronne (regroupe les communes dont au moins 15 % des actifs travaillent dans le pôle)
Couronne des aires de plus de personnes.
Couronne des aires de à personnes.
Couronne des autres aires.
Commune hors attraction des villes.
Une graduation des couleurs est faite selon les tranches de population des aires d'attraction.

- Commune-centre
- Autre commune du pôle
- Couronne des aires de plus de 700 000 personnes.
- Couronne des aires de 200 000 à 700 000 personnes.
- Couronne des autres aires.
- Commune hors attraction des villes.

## Classement
Les aires sont classées suivant leur nombre total d’habitants. Les tranches retenues sont : 
- aire de moins de 50 000 habitants ;
- aire de 50 000 habitants à moins de 200 000 habitants ;
- aire de 200 000 habitants à moins de 700 000 habitants ;
- aire de 700 000 habitants ou plus (hors Paris) ;
- Paris.

| #  | Aire d'attraction                     | Population (2022) | Superficie (km²) | Densité (2022) (hab/km²) | Nombre de communes |
| -- | ------------------------------------- | ----------------- | ---------------- | ------------------------ | ------------------ |
| 1  | Paris                                 | 13 239 090        | 18 941           | 699,0                    | 1 929              |
| 2  | Lyon                                  | 2 327 561         | 4 606            | 505,3                    | 398                |
| 3  | Marseille - Aix-en-Provence           | 1 900 957         | 3 972            | 478,5                    | 115                |
| 4  | Lille (partie française)              | 1 528 829         | 1 666            | 917,6                    | 201                |
| 5  | Toulouse                              | 1 513 396         | 6 520            | 232,1                    | 527                |
| 6  | Bordeaux                              | 1 412 388         | 6 316            | 223,6                    | 275                |
| 7  | Nantes                                | 1 041 894         | 3 471            | 300,1                    | 116                |
| 8  | Strasbourg (partie française)         | 868 665           | 2 227            | 390,0                    | 268                |
| 9  | Montpellier                           | 834 366           | 2 414            | 345,6                    | 161                |
| 10 | Rennes                                | 780 549           | 3 804            | 205,2                    | 183                |
| 11 | Grenoble                              | 724 742           | 2 876            | 251,9                    | 204                |
| 12 | Rouen                                 | 712 886           | 2 792            | 255,3                    | 317                |
| 13 | Nice                                  | 634 940           | 2 073            | 306,3                    | 100                |
| 14 | Toulon                                | 586 917           | 1 004            | 584,5                    | 35                 |
| 15 | Tours                                 | 526 370           | 3 631            | 144,9                    | 162                |
| 16 | Clermont-Ferrand                      | 510 669           | 2 844            | 179,5                    | 209                |
| 17 | Nancy                                 | 508 921           | 3 120            | 163,1                    | 353                |
| 18 | Saint-Etienne                         | 502 196           | 1 636            | 306,9                    | 105                |
| 19 | Caen                                  | 483 971           | 2 597            | 186,3                    | 296                |
| 20 | Orléans                               | 458 814           | 3 422            | 134,0                    | 136                |
| 21 | Genève - Annemasse (partie française) | 451 912           | 1 737            | 260,1                    | 158                |
| 22 | Angers                                | 443 887           | 2 419            | 183,5                    | 81                 |
| 23 | Perpignan                             | 428 485           | 1 775            | 241,4                    | 118                |
| 24 | Dijon                                 | 416 542           | 3 896            | 106,9                    | 333                |
| 25 | Mulhouse                              | 409 058           | 1 227            | 333,3                    | 132                |
| 26 | Cannes - Antibes                      | 396 178           | 432              | 917,0                    | 24                 |
| 27 | Brest                                 | 378 357           | 1 265            | 299,1                    | 68                 |
| 28 | Metz                                  | 376 619           | 1 877            | 200,6                    | 245                |
| 29 | Le Mans                               | 370 280           | 2 340            | 158,2                    | 144                |
| 30 | Reims                                 | 356 324           | 3 251            | 109,6                    | 294                |
| 31 | Nîmes                                 | 354 149           | 1 467            | 241,4                    | 92                 |
| 32 | Amiens                                | 353 581           | 3 075            | 114,9                    | 369                |
| 33 | Fort-de-France                        | 346 937           | 974              | 356,2                    | 28                 |
| 34 | Avignon                               | 342 908           | 964              | 355,7                    | 48                 |
| 35 | Valenciennes (partie française)       | 336 607           | 725              | 464,3                    | 102                |
| 36 | Le Havre                              | 335 499           | 996              | 336,8                    | 116                |
| 37 | Saint-Denis                           | 323 655           | 548              | 590,6                    | 6                  |
| 38 | Limoges                               | 323 494           | 3 407            | 94,9                     | 127                |
| 39 | Lens - Liévin                         | 320 800           | 349              | 919,2                    | 50                 |
| 40 | Les Abymes                            | 314 576           | 1 209            | 260,2                    | 18                 |
| 41 | Luxembourg (partie française)         | 310 341           | 1 030            | 301,3                    | 115                |
| 42 | Mamoudzou                             | 310 022           | 376              | 825                      | 17                 |
| 42 | Annecy                                | 300 251           | 1 197            | 250,8                    | 79                 |
| 44 | Bayonne (partie française)            | 287 458           | 1 144            | 251,3                    | 56                 |
| 45 | Pau                                   | 285 761           | 2 177            | 131,2                    | 227                |
| 46 | Besançon                              | 284 474           | 2 515            | 113,1                    | 310                |
| 47 | Poitiers                              | 281 452           | 2 585            | 108,8                    | 97                 |
| 48 | Chambéry                              | 263 919           | 1 147            | 230,1                    | 115                |
| 49 | Dunkerque                             | 258 849           | 880              | 294,1                    | 66                 |
| 50 | Valence                               | 257 349           | 1 232            | 208,9                    | 71                 |
| 51 | La Rochelle                           | 250 957           | 1 191            | 210,7                    | 72                 |
| 52 | Quimper                               | 241 449           | 1 471            | 164,1                    | 58                 |
| 53 | Lorient                               | 230 768           | 848              | 272,1                    | 31                 |
| 54 | Saint-Pierre - Le Tampon              | 226 245           | 541              | 418,2                    | 5                  |
| 55 | Saint-Nazaire                         | 222 599           | 741              | 300,4                    | 24                 |
| 56 | Troyes                                | 222 023           | 2 807            | 79,1                     | 209                |
| 57 | Vannes                                | 210 027           | 1 185            | 177,2                    | 47                 |
| 58 | Saint-Brieuc                          | 203 757           | 1 056            | 192,9                    | 51                 |
| 59 | Béziers                               | 203 194           | 930              | 218,5                    | 53                 |

## Limites
Selon cette nouvelle définition, 95 % de la population française vivrait dans les aires d'attraction des villes. Mais un grand nombre des aires d'attraction des villes de moins de 50 000 habitants ne sont en fait constituées que de gros bourgs dont la couronne est formée de villages couramment considérés comme la campagne. Par ailleurs, les mobilités domicile-travail de seulement 15 % des actifs d'une commune, soit environ 6 % de la population, suffisent à la définir comme polarisée.  Selon Géoconfluences, « ce nouveau zonage présente ainsi l’inconvénient d’envisager les espaces ruraux comme de vastes aires d’attraction des espaces urbains, comme si les relations entre ces deux types d’espaces étaient unidirectionnelles et descendantes, et non réciproques et multiformes ».